# 夜がまた来る
『夜がまた来る』（よるがまたくる）は、1994年10月22日に公開された日本映画。主演は、夏川結衣。

## 概要
本作は、違法薬物を取引するヤクザ組織に潜入した麻薬Gメンの夫が殺され、未亡人となった妻が命がけで組織に復讐しようとするドラマ。
本作の映画タイトル『夜がまた来る』のネーミングとの関連性は不明だが、本作の冒頭で満が歌う『さすらい』(小林旭が1960年に発売した歌)に「夜がまた来る」という歌詞が出てくる。

## あらすじ
ヤクザ組織・池島興行(池島組)に潜入捜査をしていた麻薬Gメンの土屋満(みつる)は、ある夜素性がバレて殺されてしまう。満の妻・名美は最愛の夫の葬儀を終えた夜、“満が池島組から盗んだ薬物を探しに来た”とする不良少年たちに自宅に押し入られレイプされてしまう。自殺を図った名美は一命を取り留めるが、数日後病院のベッドで“満が組織の薬物を盗んで横流しした”と書かれた週刊誌を目にする。後日名美は、組織の会長・池島が汚職の濡れ衣を着せて満を殺したと気づき、夫の無実の罪を晴らすために彼に復讐することを誓う。
池島の足取りを掴んだ名美はナイフを持って彼に飛びかかる寸前、池島組の幹部・村木に阻止されてチャンスを逃してしまう。しかし幸いにも池島に顔を見られなかった名美は、あえて彼と近しい存在になる方が得策と考え、数ヶ月後彼の馴染みの高級クラブのホステスとして働き始める。池島に気に入られる名美だったが、舎弟・柴田が所持していた覚醒剤を池島により強引に摂取させられた上で、彼らと体の関係を持たされてしまう。
そんな中、池島組が違法薬物の取引をする港が外部に漏れたことから内部に密告者がいるとの疑いが持ち上がり、村木が単独で調べることに。一方名美は池島に取り入り彼の女になった数日後ベッドで寝入る彼を刃物で襲うが、失敗に終わり柴田に捕まってしまう。組織の密告者は名美かもしれないと疑った柴田は、素性を吐かせようと彼女に暴力を振るっていた所、池島と村木が現れる。村木が「密告者は柴田の弟分で、既に始末した」と告げたことで名美は命を助けてもらうが、池島の命令で場末の風俗店に売り飛ばされてしまう。
数ヶ月後村木はやっとの思いで名美が働く店を探し出すが、彼女が薬物依存症にかかっていることが判明したため、村木は隠れ家に連れて帰る。妄想に取り憑かれ覚醒剤を欲しがる名美を村木は根気よく世話し、約1ヶ月後ようやくクスリが抜けて正常な状態に戻すことに成功。名美は改めて池島への復讐の意志を告げた後、これまで献身的に支えてくれた村木の愛情に気づいて彼と体を重ねる。満の死から2年経ったある夜、池島を港の貸倉庫の屋上に誘い込んだ名美は、村木から渡された拳銃を手に夫の無念を晴らすため決着をつけようとする。

## キャスト
土屋名美
演 - 夏川結衣
20代半ばぐらいの女性。満の妻だったが冒頭で未亡人となる。満への愛情が深かった分、夫を殺した池島への恨みは強く、復讐心を募らせる。程なくしてクラブホステスとして“みつる”の源氏名で働き始める。夫の死後、ひと欠片の夫の遺骨を入れたロケットペンダントを身につける。
村木哲郎
演 - 根津甚八
池島組の幹部。普段は暴力もいとわない手荒い性格だが名美には優しい態度で接し、自殺を図った時に助けるなど気遣いを見せる。舎弟である柴田と考え方の違いで対立する事がある。いつしか名美に愛情を抱くようになる。
池島政信
演 - 寺田農
池島組(池島興行)の会長。ヤクザ組織の長として威厳のある人物。組織ぐるみで外部と違法薬物の取引をしている。高級クラブで出会ったホステス・みつる(名美)を気に入り付き合い始める。しかし名美が自身の命を狙っていることに気づき素性を調べようとする。
（役名不明）
演 - 渡辺哲
池島組の幹部。池島や村木とは、一緒に高級クラブに訪れたり、麻雀をやるなど親しくしている。自身が管轄する麻薬取引の場所の存在が外部にバレて、内部に密告者がいると疑う。
柴田一哉
演 - 椎名桔平
池島組の若手構成員のリーダー的存在。普段は池島のボディガードをしたり、下っ端をまとめたりしている。池島に尊敬の念を抱いているが、村木に対しては内心良く思っていない所がある。池島からもらった日本刀を大事に持っている。
娼婦のヒモ
演 - 竹中直人（友情出演）
場末の風俗店の客。風俗店で働く名美といちゃつく。
娼婦
演 - 余貴美子（友情出演）
場末の風俗店で働く。名美を勝手に連れて帰ろうとする村木に応対し、引き留めようとする。
土屋満
演 - 永島敏行（友情出演）
名美の夫。厚労省の麻薬Gメン。池島組が麻薬取引をしていると疑い潜入捜査をしていたが冒頭で殺される。死後マスコミにより「麻薬を横流しして汚職事件に関わった」と報じられる。好きな歌である『さすらい』という歌を冒頭で口ずさんでいる。
他
演 - 宮下順子、速水典子、山口祥行、飯島大介　ほか

## スタッフ
- 監督・脚本 - 石井隆
- 音楽 - 安川午朗
- ギター演奏：鈴木英俊[注 1](挿入曲『さすらい』)
- 撮影 - 笠松則通
- 美術 - 山崎輝
- 編集 - 北沢良雄
- 録音 - 杉山篤
- 照明 - 市川元一
- 助監督 - 石田和彦、佐藤公俊、阿知波孝、武正晴
- 製作担当 - 宮川健治
- 音響効果 - 中村佳央
- 特殊メイク - 原口智生
- ガンエフェクト - BIGSHOT
- 技斗 - 森岡隆見
- カースタント - タカハシレーシング
- MA - にっかつスタジオセンター
- 現像 - 東京現像所
- 製作者 - 酒井俊博 、池口頌夫 、小林尚武
- プロデューサー - 新津岳人
- 製作 - ビデオチャンプ、キングレコード、テレビ東京
- 企画製作 - アルゴ・ピクチャーズ、ニュー・センチュリー・プロデューサーズ